# Musikgymnasium Wien
Das Musikgymnasium Wien (offiziell: Realgymnasium und Oberstufenrealgymnasium unter besonderer Berücksichtigung der musischen Ausbildung für Studierende der Musik) ist ein Realgymnasium und Oberstufenrealgymnasium, das als Musikgymnasium geführt wird. Es liegt in der Neustiftgasse 95–99 im siebenten Wiener Gemeindebezirk Neubau.

## Geschichte
Gegründet wurde die Schule 1964 unter der Leitung von Hans Zwölfer im Rahmen eines Schulversuchs als Oberstufenrealgymnasium mit Musikschwerpunkt in der Wasagasse 10. Die Schule zog 1975 zur aktuellen Adresse in die Neustiftgasse 95–99 um. 1994 wurde zusätzlich die Unterstufe eingeführt.

## Das Schulgebäude
Die Schule ist in einem denkmalgeschützten Gebäude in der Wiener Neustiftgasse 95–99 untergebracht, das 1873 nach Plänen des Architekten Sattler entstand. Von 1874 bis 1968 beherbergte es die Schottenfelder Realschule. Nunmehr sind hier ein Berufspädagogisches Institut des Bundes und das Musikgymnasium untergebracht. Das Gebäude ist in den Formen der Neu-Wiener Renaissance errichtet und hat eine streng historistische Fassade, die an ein Palais erinnern soll. In den Hauptgeschoßen findet sich übergiebelter Mittelrisalit mit einer Halbsäulengliederung. Die Vorhalle mit dem Stiegenaufgang ist ein zweischiffiges Foyer mit einer Säulen- und Pilastergliederung im toskanischen Stil.

## Schulprofil
Das Musikgymnasium Wien fördert musisch begabte Schüler in ihrer musikalischen Ausbildung in Gesang und auf Musikinstrumenten. Dadurch werden die Grundlagen für ein Konzertfachstudium an der Universität für Musik und darstellende Kunst Wien oder an einem Konservatorium mit Öffentlichkeitsrecht geschaffen. Das Musikgymnasium ist die Sonderform einer AHS, die im Ausmaß der Unterrichtsstunden, im Lehrplan und in der Stundenplangestaltung die parallele intensive instrumentale Ausbildung der Schüler an einer Musikschule, einem Konservatorium oder an der Universität für Musik und darstellende Kunst berücksichtigt und daher eine angemessene Übungszeit für das Instrument ermöglicht. Eine sinnvolle Balance zwischen Musik und Allgemeinbildung ist oberster Grundsatz dieses Bildungsweges, der in der Schule eine gegenseitige Achtung der beiden Bildungsbereiche erfordert.
„Um die Schule besuchen zu können, muss jeder Anwärter einen Eignungstest bestehen, bei dem die musikalische Fähigkeit überprüft wird. Die Schüler spielen dafür ein einstudiertes Stück mit einem Instrument ihrer Wahl vor. Richtig schwierig wird es, wenn man ein fremdes Notenblatt ausgehändigt bekommt, von dem man die Melodie spontan nachsingen muss.“
Die Wiener Philharmoniker haben eine Patenschaft über die Schule übernommen.
Mit dem Orchester des Wiener Musikgymnasiums traten Solisten wie Daniel Auner auf.

## Musikfest
Das Wiener Musikgymnasium veranstaltet jährlich ein Musikfest, bei dem das Orchester des Musikgymnasiums, sowie der Unter- und Oberstufenchor gemeinsam musizieren. Es findet jährlich im Goldenen Saal des Wiener Musikvereins oder im großen Saal des Wiener Konzerthauses statt. Das Musikfest wird meist von Lehrern des Musikgymnasium Wien gestaltet. Jedoch bemüht sich das Musikgymnasium Wien, Gastdirigenten zu engagieren. 2010 gewann man Fabio Luisi, mit Guido Mancusi (2016) und Nazanin Aghakhani (2018, als erste weibliche Dirigentin) hatten ehemalige Schüler das Dirigat inne. Im Zuge des Musikfestes 2019 wurde die Neufassung der Lés Miserables Symphonic Suite von John Cameron uraufgeführt. Das Musikfest 2020 wurde von Manfred Honeck dirigiert.
Des Weiteren fand am 19. Oktober 2014 zum 50-jährigen Bestehen des Musikgymnasium Wien eine Festmatinee in der Wiener Staatsoper statt, bei der Schüler und Absolventen zusammen unter dem Dirigat von Christian Thielemann musizierten.

## Persönlichkeiten

### Lehrer
- Karl Schnürl (1924–2011), Musikschriftsteller und Komponist
- Wolfgang Bruneder (1941–2022), österreichischer Gesangspädagoge
- Ewald Felber (* 1947), Gitarrist und Komponist
- Herbert Ortmayr (* 1951), österreichischer Komponist
- Konrad Paul Liessmann (* 1953), österreichischer Philosoph, Essayist, Literaturkritiker und Kulturpublizist
- Bernd Rieken (* 1955), deutscher Ethnologe und Psychotherapeut
- Georg Kugi (* 1961), Dirigent und Musiklehrer

### Schüler
- Stefan Donner (* 1987), österreichischer Organist[11]
- Phillippa Galli (* 1985), österreichische Schauspielerin
- Adrian Coriolan Gaspar (* 1987), rumänisch-österreichischer Komponist
- Barbara Gisler-Haase (* 1951), österreichische Flötistin und Autorin[12]
- Michael Grohotolsky, österreichischer Dirigent und Gesangspädagoge
- Clemens Horak (* 1969), österreichischer Oboist, Mitglied der Wiener Philharmoniker
- Cornelia Horak (* 1966), österreichische Sopranistin
- Thomas Jöbstl (* 1978), österreichischer Hornist
- Stephan Kerschbaum (* 1964), österreichischer Musicalkomponist
- Walter Kobéra (* 1956), österreichischer Dirigent und Intendant.
- Wolfgang R. Kubizek (1959–2008), österreichischer Komponist
- Oliver Madas (* 1979), österreichischer Schlagwerker
- Guido Mancusi (* 1966), italienischer Dirigent
- Peter Marschat (* 1952), österreichischer Fagottist
- Jasmina Sakr, österreichische Sopranistin
- Agnes Scheibelreiter (* 1976), österreichische Sopranistin
- Anna Starzinger (* 1989), österreichische Cellistin und Schauspielerin
- Herbert Swoboda (* 1966), österreichischer Jazzpianist und Klarinettist
- Ilse Wincor, österreichische Bratschistin
- Ernst Wally (* 1976), österreichischer Komponist und Organist
- Thomas Weinhappel (* 1980), lyrischer Bariton
- Robert Zelzer (* 1967), österreichischer Dirigent
- Birgit Zotz (* 1979), österreichische Ethnologin und Autorin
- Nazanin Aghakhani (* 1980), österreichische Dirigentin und Pianistin
- Milica Zulus (* 1999), österreichisch-serbische Violinistin
- María Dueñas (* 2002), spanische Violinistin und Komponistin